# Luzula mendocina
Luzula mendocina là một loài thực vật có hoa trong họ Juncaceae. Loài này được Barros mô tả khoa học đầu tiên năm 1953.